# Ten Horns - Ten Diadems
Albums de Satyricon
Volcano
(2002) Now, Diabolical
(2006)
Ten Horns - Ten Diadems est une compilation du groupe de black metal symphonique norvégien Satyricon. L'album est sorti en 2002 sous le label Moonfog Productions. La compilation regroupe tous les titres qui ont eu le plus de succès auprès des fans des débuts du groupe jusqu'à l'album Volcano, dernier album studio en date à l'époque.

## Liste des morceaux
1. Filthgrinder – 6:42
2. Dominions of Satyricon – 9:26
3. Forhekset – 4:31
4. Night of Divine Power – 5:49
5. Hvite Krists Død – 8:29
6. Mother North – 6:25
7. Supersonic Journey – 7:48
8. Taakeslottet – 5:52
9. Serpent's Rise – 3:20
10. Repined Bastard Nation – 5:42